# Lybius chaplini
Lybius chaplini là một loài chim trong họ Lybiidae.